# Стадион де ла Мено
Стадион де ла Мено (фр. Stade de la Meinau, La Meinau)је фудбалски стадион у Стразбуру, Француска. То је домаћи терен ФК Стразбура и такође је био домаћин међународних утакмица, укључујући једну утакмицу на Светском првенству 1938, две утакмице на Европском првенству 1984. и финале Купа победника купова 1988. Ла Менау је такође коришћен као место одржавања за концерте и мису Јована Павла II 1988. године. Стадион је у власништву општине Стразбур и изнајмљује га ФК Стразбур.
Планове за изградњу новог стадиона у Екболсхајму 5. јуна 2008. представио је у Европском парламенту пројектант Хамерсон. Ови планови су делимично искоришћени за подршку француској кандидатури за Европско првенство у фудбалу 2016. Нови стадион, назван ЕвроСтадион, заменио би Стад де ла Мено и служио као матична база за Стразбур. У лето 2009. пројекат је отказан након што се сазнало да Хамерсон не може да га финансира без подршке владе. Како би се квалификовала као град домаћин Европског првенства, општина Стразбур је најавила да ће проширити капацитет Стад де ла Мено и модернизовати тај стадион како би испунио захтеве УЕФА. Међутим, након периода спортске и фискалне слабости, фудбалски клуб Стразбур је банкротирао 2011. године, изгубивши статус професионалног фудбалског клуба и пребачен из Лиге 2 у пету лигу. Планови за реновирање стадиона стога нису остварени. У сезони 2017-18, након многих промоција, клуб поново игра на највишем нивоу у Лиги 1.

## Утакмице СП 1938. и ЕП 1984.
Стадион је коришћен за Светско првенство 1958. године и Европско првенство 1992.
| № | Датум        | Утакмица                      | Рез.  | Такмичење           | Гледаоци |
| - | ------------ | ----------------------------- | ----- | ------------------- | -------- |
| 1 | 5. јун 1938  | Бразил – Пољска               | 6 : 5 | СП 1938. прва рунда | 13.452   |
| 2 | 14. јун 1984 | Западна Немачка – Португалија | 0 : 0 | ЕП 1984. група 2    | 44.707   |
| 3 | 19. јун 1984 | Данска – Белгија              | 3 : 2 | ЕП 1984. група 1    | 36.911   |